# Матс Росселі Ольсен
Матс Росселі Ольсен (норв. Mats Rosseli Olsen; нар. 29 квітня 1991, м. Осло, Норвегія) — норвезький хокеїст, лівий/правий нападник. Виступає за «Фрелунда» (Гетеборг) у Шведській хокейній лізі.

## Ігрова кар'єра
Вихованець хокейної школи ХК «Фурусет». Виступав за ХК «Фурусет», «Волеренга» (Осло), «Фрелунда» (Гетеборг).
У чемпіонатах Швеції — 153 матчі (17+23), у плей-оф — 26 матчів (2+4).
У складі національної збірної Норвегії учасник зимових Олімпійських іграх 2014 (4 матчі, 0+0), учасник чемпіонатів світу 2012, 2013 і 2015 (14 матчів, 1+1). У складі молодіжної збірної Норвегії учасник чемпіонатів світу 2005 (дивізіон I), 2010 (дивізіон I) і 2011. У складі юніорської збірної Норвегії учасник чемпіонатів світу 2008 (дивізіон I) і 2009.

## Досягнення
- Срібний призер чемпіонату Норвегії (2010)